# ピアノ曲V〜X
ピアノ曲V〜X（ピアノきょく）とは、カールハインツ・シュトックハウゼンが作曲したピアノ曲である。

## 概要
ピアノ曲Vからピアノ曲Xまでの5つの作品は、シュトックハウゼンが電子音楽のための「習作 II」に取り組んでいた1953年末から1954年1月末にかけて着手された。シュトックハウゼンが再び従来の楽器のために作曲することを決めたのは、主に器楽音楽における測定不可能な「非合理的」な要素に対する新たな関心からであった。これらは複雑な物理的動作を伴うアタック・モードや「できるだけ速く」演奏されるようにグレース・ノートとして表記された物理的動作によって主観的に決定された持続時間と、メトリカル・タイムとの相互作用などによって表現されていた。 シュトックハウゼンはこのような主観的な要素を総称して「可変形式」(variable form)と呼んでいる。
最初の4曲、ピアノ曲Vからピアノ曲VIIIは、もともとピアノ曲 I〜IVと同じくらいの大きさになるように考えられていて、1954年にかなりの速さで作曲された。しかし、ここまで来て、シュトックハウゼンは次の2つの理由から、これらの作品に不満を感じたようである。それは、（1）どれも非常に短いこと。（2）あまりにも一次元的で、それぞれが特定の作曲上の問題に集中しすぎていることである。同時期に計画されたピアノ曲IXとピアノ曲Xが実際に作曲されたのは1961年になってからで、そのときには構想が完全に変更されており、セットが出版されたのは1963年で、そのときにはピアノ曲VIはさらに何度も大幅に改訂されていた。このV〜Xのセットが制作される過程では、基本的なタイプの素材がより高度に分化し、沈黙がますます重要に使用されることによって互いに分離されているため、局所的な構造ではなく全体的な構造を知覚することがますます容易になっている。
1954年の初期に起草されたこれらの6つの作品のオリジナルのプランは、次のような数字のマトリクスに基づいている。
| 2 | 6 | 1 | 4 | 3 | 5 |
| 6 | 4 | 5 | 2 | 1 | 3 |
| 1 | 5 | 6 | 3 | 2 | 4 |
| 4 | 2 | 3 | 6 | 5 | 1 |
| 3 | 1 | 2 | 5 | 4 | 6 |
| 5 | 3 | 4 | 1 | 6 | 2 |

最初の列は全音列で、残りの列は最初の列をそれぞれのメンバーに移調したものである。この曲集の基本的なアイデアは、各曲が異なる数の主要セクション（11から6まで）を持ち、それぞれが異なるテンポで識別されるべきだということである。シュトックハウゼンは、基本となる正方形の2行目から各曲の主要セクション（または「テンポ・グループ」）の数を求めており、したがって、ピアノ曲Vでは6セクション、ピアノ曲VIでは4セクションといった具合である。続いて、正方形1の最初から始まる行を使って、各テンポ・グループのサブセクションの数を決定する。したがって、ピアノ曲Vの6つのテンポ・グループは、2、6、1、4、3、5のサブグループに、ピアノ曲VIは、6、4、5、2のサブグループに、それぞれ細分化される。
これらの6つの正方形は「サイクル内のすべての曲のために十分な数のプロポーションを提供するが、テンポ・グループと主要なサブディビジョンを決定することを除けば各曲の実際の内容，あるいは実際に正方形が適用される特徴の数を前提とすることはほとんどない」。

## 初演
1954年8月21日、ダルムシュタットでマルセル・メルセニエが「ピアノ曲V」を初演し、同時に「ピアノ曲I～IV」も初演した。また、彼女は1955年6月1日にダルムシュタットでピアノ曲VI～VIIIを初演している。

## 作品構成

### ピアノ曲 V
ピアノ曲Vは、もともと長い「中心音」を軸に、派手な間隔で配置された優美な音符群を中心とした習作だった。シュトックハウゼンは、この初期のバージョンを大幅に改訂し、拡張して、グレース・ノートのグループをより極端でない音域にし、その結果を背景にして、オリジナルの素材とはまったく関係のない系列に基づいて、まったく新しいフィギュレーションを重ね合わせた。 この最終バージョンは、1954年8月21日にダルムシュタットで、ピアノ曲I〜IVとともに、マルセル・メルセニエによって初演された。この曲は、6つのセクションで構成されており、それぞれが異なるテンポで、中間部が最も速く、最後が最も遅くなっている。各セクションはいくつかのグループで構成されており，第6セクションの終わり近くにある1つの短い音から，第3セクションの47個の音からなるグループまで，非常にバラエティに富んだ個性的なものとなっている。この曲の文脈では，「グループ」とは持続する中心音に一緒に (周りに、あるいは後に)猶予のある音を付けたものである。この3つの可能性はペダルを使うか使わないかで6つに倍増する。 

### ピアノ曲 VI
ピアノ曲 VI には以下の4つのバージョンがある。
1. 1954年5月に作曲されたと思われる「ピアノ曲 III 」とさほど変わらない長さの作品で、完全に破棄されたもの (バージョンa)
2. 11月12日までに草稿が書かれ、12月3日に完成した最初の「完全版」、1954年12月10日に完成したフェアコピー (バージョンb)
3. 1955年3月までに完成したと思われるバージョンbの完全な再編集版（バージョンc）
4. 1960年または1961年に作成された、大量の新しい素材を追加した最終的な出版版 (バージョンd)

廃棄された最初のバージョンのピアノ曲 VI では，測定された単音群の周りに対称的な固定音階の和音群が使われていた。対称的な音程構造は、ウェーベルンの交響曲の冒頭にある和音の連結をモデルにしたと思われるが、ピアノ曲の狭く閉塞的な高音域と「痙攣した、ひりひりしたリズム」とが相まって、短い作品にのみ適した性格を持っている。
シュトックハウゼンは第2版を完成させた直後の1954年12月5日，友人のアンリ・プッスールに宛てて、3か月かかって14ページになった新作に大満足していることを書き送り、カレル・フイヴェールツには「純粋だが生きている」と書いている。しかし1955年1月になると，和声が十分に「きれい」ではないと判断して再び全面的に書き直している。
この曲の最終版で導入された記譜法の刷新は、テンポの変化を13行の五線でグラフィカルに表示したことである。上昇線はアクセルランド、下降線はリタルダンドを表し、休符のときは線が完全に消える．この表記は伝統的な表記よりも正確である。

### ピアノ曲 VII
ピアノ曲 VII はもともと、周期的なリズムを直列構造に再統合する試みとして作曲されたもので、1954年8月3日に完成した。 作曲の過程ですでに何度も修正が加えられていたが、シュトックハウゼンは最終的にこのバージョンを放棄した。放棄された理由としてリズムの繊細さが激減したこともさることながら、ピッチ構造に直列的な概念を選んだことで、強い調性の意味合いを避けることが困難になったためである。結果として生まれたウェーベルンとメシアン風のハーモニーは、ワーグナーのオペラ「トリスタンとイゾルデ」やデュパルクの「L'extase」のよう世界観の美しさを持っているが、他のピアノ曲とはスタイル的にあまりにもかけ離れている。 1955年3月から5月にかけて、シュトックハウゼンはまったく別の作品を作曲しており、それが最終的にピアノ曲 VIIの出版されたバージョンである。
廃棄されたオリジナルの曲と同様に、新バージョンは5つのテンポ規定されたセクション（MM40、63.5、57、71、50.5）に分けられている。ピアノ曲 VII の最大の特徴は，鍵盤を静かに押さえて共鳴を起こし，それをアクセントのついた単音で振動させることである。冒頭では，突出したC♯が何度も繰り返され，そのたびに異なる共鳴で彩られる。冒頭の数小節は「この揺るぎない中心を中心にしてグループ化する傾向がある」とされているが、これは鍵盤を静かに押し下げたり、ミドルペダルを使ってダンパーを解除し、ある音が他の音を叩くことで同調振動するようにすることで実現していることを意味している。このようにして、同じ音程にさまざまな音色を作り出すことができる。こうして処理された一連の音程は、C♯に続いて、不規則で予測不可能な持続時間と入力間隔で、毎回異なる色付けをしていく。

### ピアノ曲 VIII
ピアノ曲 VIII は、この6曲セットの中で唯一、原案に忠実な作品である。この曲は2つのテンポグループからなり、前者は3つの部分に、後者は2つの部分に分割されている。6×6の基本的な数列から引き出された数列は、下位グループの数、グループあたりの音数、音程（範囲と分布の両方）、音の絶対的な持続時間、ダイナミック・レベル、ダイナミック・エンベロープ、優美な音のクラスター（アタックの数、アタックあたりの垂直方向の密度、主音に対する位置）、主音に対するいくつかのさらなる指定など、作品の10以上の次元を支配するために使用されている。

### ピアノ曲 IX
ピアノ曲 IX は、周期的なリズムで適度な速さで絶え間なく繰り返される4音の和音と、それぞれの音が異なる長さでゆっくりと上昇していく半音階という、対照的な2つのアイデアが提示されている。これらのアイデアは交互に並置され、最終的には高音域の不規則に配置された高速の周期的なグループの新しいテクスチャーの出現によって解決される。シュトックハウゼンは、繰り返される和音の4つの音を全く同じ時間と強さで演奏することが不可能であることを意図的に利用し（「可変形式」のもう一つの例）、音が常に無意識のうちに目立ってくるようにしている。アロイ・コンタルスキーのタッチは非常に均一で、シュトックハウゼンは和音を「解剖」するために、この偶然性を助けるように意図的に彼に頼まなければならなかった。この反復和音の変化のアイデアは、ケルン・ブラウンズフェルトのドリス・シュトックハウゼンとカールハインツのアパートで、メアリー・バウアーマイスターがピアノで行った即興演奏に触発されたものである。おそらく非ヨーロッパ音楽を念頭に置いて、彼女はピアノでひとつの和音を反復し、反復ごとに個々の和音の音にかかる指の圧力をわずかに変化させて、ある種のマイクロメロディを生み出したのである。この曲全体のリズムの割合は、フィボナッチ級数に支配されており、直接的に（1, 2, 3, 5, 8, 13, 21など）、また上位の音階に次第に大きな値を加えることによって使用される。

### ピアノ曲 X
ピアノ曲 X の聴覚的な特徴は、この作品の独特の音の風味の最も重要な点であるクラスター・グリッサンドと同様に、様々な大きさで出現するトーン・クラスターの使用に支配されている。それらを演奏するには、指を切り取ったウールの手袋をはめなければならない。しかし、腕のクラスターの際の音色は指定されておらず、ピアニストは衣装を白衣にしたりセーターにしているため微妙に音が異なる。
シュトックハウゼンは「ピアノ曲 X」において、秩序と無秩序の度合いが異なる一連の構造を構成している。秩序が高まれば密度が低くなり、出来事が孤立する。この作品の中では、無秩序と秩序の間に仲介のプロセスがある。均一な初期状態の大きな無秩序から、より集中した図形が増えていき、最終的にはこれらの図形はより上位の「ゲシュタルト」に統一される。
シュトックハウゼンは、3つの大きなセクションを規定したこの作品の当初のプランを放棄し、7つの要素の音階に基づく新しいプランに変更した。7 1 3 2 5 6 4...というように、最も強いコントラストから始まり、中心値に向かって進む基本的なシリーズが選ばれた。全体の形はこの系列から複雑に生み出され、7つの段階の形になり、そこにシュトックハウゼンは7つの主要な段階を1つに圧縮する8つ目の予備的な部分を加えた。